# Protea petiolaris
Protea petiolaris (лат.) — дерево, вид рода Протея (Protea) семейства Протейные (Proteaceae), произрастающее в Анголе, Демократической Республике Конго, Замбии и Зимбабве.

## Ботаническое описание
Protea petiolaris — дерево высотой до 8 м. Цветёт с ноября по март, плоды созревают через девять-двенадцать месяцев после цветения. Цветы опыляются птицами, а семена разносятся ветром. Листья черешковые или субпетиолидные шириной 1-3 (4) см.
Различают два подвида:
- Protea petiolaris elegans
- Protea petiolaris petiolaris

## Распространение и местообитание
Protea petiolaris — встречается в Анголе, Демократической Республике Конго, Замбии, Тназании, Малави, Мозамбике и Зимбабве. Растёт в высокогорных лесах и лугах.